# Safranera pàl·lida
La safranera pàl·lida (Colias alfacariensis) és una espècie de lepidòpter papilionoïdeu de la família dels pièrids (Pieridae) present als Països Catalans.

## Distribució
Es troba centre i sud d'Europa i suposadament altres zones més orientals; la seva confusió amb Colias hyale ha provocat incerteses en la seva distribució global. Es troba per tota la península Ibèrica i a les illes Balears.

## Hàbitat
Quasi sempre en terrenys calcaris, en pendents rocoses, barrancs i llocs herbosos i secs. L'eruga s'alimenta d'Hippocrepis comosa i Coronilla varia.

## Període de vol
Vola en dues o tres generacions entre l'abril i l'octubre, segons la localitat. Hiberna com a eruga jove.